# NGC 7070A
NGC 7070A (другие обозначения — PGC 66909, ESO 287-34, MCG -7-44-21, AM 2128-34) — галактика в созвездии Журавль.
Этот объект не входит в число перечисленных в оригинальной редакции «Нового общего каталога» и был добавлен позднее.